# Mussaenda cuspidata
Mussaenda cuspidata är en måreväxtart som beskrevs av Geddes. Mussaenda cuspidata ingår i släktet Mussaenda och familjen måreväxter. Inga underarter finns listade i Catalogue of Life.